# نعمة
النعمة هي ما يقصد به الإحسان والنفع لا لغرض ولا لعوض. وقيل النعمة ما ينعم الله تعالى على عبده به من مال وعيش. ويقال لله تعالى عليه نعمة. وقيل النعمة التنعم وطيب العيش. وقال الله تعالى ﴿ونعمة كانوا فيها فاكهين﴾. وتطلق على المنة والنعماء.

## الفروق
الفرق بين النعم والآلاء أن الألى واحد الآلاء وهي النعمة التي تتلو غيرها من قولك وليه يليه إذا قرب منه وأصله ولي، وقيل واحد الآلاء ألي وقال بعضهم ألالي مقلوب من ألى الشيء إذا عظم علي فهو اسم للنعمة العظيمة.
والفرق بين النعمة والهبة أن النعمة مضمنة بالشكر لانها لا تكون إلا حسنة وقد تكون الهبة قبيحة بأن تكون مغصوبة.
وبينها وبين النعماء أن النعماء هي النعمة الظاهرة وذلك أنها أخرجت مخرج الأحوال الظاهرة مثل الحمراء والبيضاء، والنعمة قد تكون خافية فلا تسمى نعماء.
وبينها وبين المنة أن المنة هي النعمة المقطوعة من جوانبها كأنها قطعة منها، ولهذا جاءت على مثال قطعة، وأصل الكلمة القطع ومنه قوله تعالى ﴿لهم أجر غير ممنون﴾ أي غير مقطوع وسمي الدهر منونا لأنه يقطع بين الألف وسمي الاعتداد بالنعمة منا لأنه يقطع الشكر عليها.
وبينها وبين الخير أن الإنسان يجوز أن يفعل بنفسه الخير كما يجوز أن ينفعها ولا يجوز أن ينعم عليها فالخير والنفع من هذا الوجه متساويان، والنفع هو إيجاب اللذة بفعلها أو السبب إليها ونقيضه الضر وهو إيجاب الإلم بفعله أو التسبب إليه.